# Jump! (Only The Poets)
Jump! is een nummer van de Britse indierockband Only The Poets uit 2023.
"Jump!" gaat over het volgen van je hart in plaats van altijd luisteren naar je verstand. Het nummer flopte in thuisland het Verenigd Koninkrijk, maar leverde Only The Poets wel een (radio)hit op in Nederland. Zo werd het nummer 3FM Megahit, werd het gemaakt in Maak 't of kraak 't op Radio 538, en bereikte het de eerste positie in de Tipparade.

## Tracklijst
Muziekdownload
1. "Jump!" - 3:14